# Liste des intendants de Bourgogne
La généralité de Bourgogne est la circonscription des intendants de Bourgogne, leur siège est Dijon.

## Liste des intendants de Bourgogne
| Date                                        | Nom |
| ------------------------------------------- | --- |
| 1644                                        | Jacques Vallon, intérimaire seigneur de Mimeure |
| De 1644 au 25 mai 1650                      | Louis de Machault seigneur de Fleury |
| 1650                                        | Denis de Heere (ou Henri de Hère) ( -1656) seigneur de Vaudois reçu conseiller au parlement de Paris le 28 mai 1627, maître des Requêtes le 28 janvier 1636, intendant de Bourges en 1638, intendant de Tours (1641-1647), puis intendant de Bourgogne amené par Vendôme, il ne prit pas le titre d'intendant |
| De 1651 à janvier 1654                      | Louis Laisné ( -1681) chevalier, seigneur de La Marguerie, petit-fils de Cybard Laisné (mort en 1596), maire d'Angoulême en 1595, fils de Hélie Lainé (mort en 1636), conseiller au parlement de Paris, maître des requêtes, intendant de justice en Poitou et Touraine, conseiller d'Etat ordinaire, puis président du parlement d'Aix Intendant de Haute-Guyenne en 1635, intendant du Dauphiné en 1638, intendant de Rouen, il a été premier président du parlement de Bourgogne (1654-1657), conseiller d'État                                                                      |
| De mars 1654 à juin 1683, (date de sa mort) | Claude Bouchu ( -juin 1683) baron de Loisy, père d'Étienne-Jean Bouchu, intendant du Dauphiné conseiller au parlement de Metz, maître des requêtes, puis conseiller d'État. Intendant de Bourgogne, il meurt en fonction |
| De juillet 1683 à juillet 1688              | Nicolas-Auguste de Harlay de Bonneuil (1647-2 octobre 1704) comte de Bonneuil et de Cély, père de Louis-Auguste de Harlay de Bonneuil, intendant de Pau, de Metz, puis intendant de Paris (1728-1740) conseiller au parlement de Paris le 22 janvier 1672, maître des requêtes, commissaire du roi aux États de Bretagne en 1673, ambassadeur à la diète de Ratisbonne en 1681, plénipotentiaire aux conférences de Francfort en 1683, puis nommé intendant de Bourgogne, conseiller d'État en 1686, conseiller d'État ordinaire en 1689, plénipotentiaire à la paix de Ryswick en 1697 |
| De juillet 1688 à janvier 1694              | Florent d'Argouges marquis de Plessis, ancien intendant de Moulins en 1686 |
| De février 1694 à juin 1705                 | François-Antoine Ferrand (19 avril 1657-3 janvier 1731) seigneur de Villemillon Conseiller clerc "laizé" au Nouveau Châtelet, reçu le 5 juin 1677. Lieutenant particulier au Châtelet le 19 juillet 1683. Maître des Requêtes le 13 avril 1690, maître des Requêtes honoraire le 22 février 1719. Ensuite intendant de Bretagne, du 9 juin 1705 à février 1716. Conseiller au conseil de la Marine et au conseil de Commerce en 1716. Conseiller d'État semestre le 17 septembre 1719, conseiller d'État ordinaire le 18 mars 1728                                                      |
| De juillet 1705 à mars 1710                 | Anne Pinon vicomte de Quincy, ancien intendant de Pau (1697), intendant d'Alençon (1702), et de intendant de Poitiers (1703) |
| De 1710 à mars 1711                         | Charles Trudaine seigneur de Montigny, ancien intendant de Lyon (1705) |
| De 1712 à avril 1740, (date de sa mort)     | Pierre-Arnaud de Labriffe (1678- 7 avril 1740) marquis de Ferrières, fils d'Arnaud II de Labriffe ancien intendant de Caen (1709) |
| De 1740 à 1749                              | François-Dominique Barberie de Saint-Contest seigneur de la Chastaigneraire, ancien intendant d'Auch (1737), secrétaire d’État aux affaires étrangères en 1751 |
| De 1749 à 1761                              | Jean-François Joly de Fleury de la Valette originaire de Bourgogne, plus tard administrateur général des finances |
| de 1761 à 1764                              | François Dufour de Villeneuve lieutenant civil du Châtelet de Paris après 1766 |
| De 1764 à 1775                              | Antoine-Jean Amelot, seigneur de Chaillou |
| De 1775 à 1781                              | Dupleix de Bacquencourt, seigneur de Bucy, et d'autres lieux ancien intendant de la Rochelle (1765), et intendant de Bretagne (1771) |
| De 1781 à 1783                              | Charles-Henri de Feydeau (25 août 1754-10 décembre 1802) marquis de Brou et de Dampierre-en-Burly, comte de Gien, maître des requêtes (1775), intendant du Berry (1776-1779), de Bourgogne (1781-1783) puis à Caen (1783-1787), directeur général adjoint des Economats, conseiller d'Etat, président de la Cour des aides (1798). Fils d'Antoine-Paul-Joseph Feydeau (1731-1762), marquis de Brou, intendant à Rouen, et petit-fils de Paul Esprit Feydeau de Brou, garde des sceaux de France (1762-1763).                                                                            |
| De 1784 à 1791                              | Antoine-Léon Amelot de Chaillou, fils d'Antoine Jean , mort en 1824 |